# Andrea Balladares
Andrea Paz Balladares Letelier (Chanco, 30 de agosto de 1987) es una socióloga y política chilena, militante de Renovación Nacional (RN) y, que desde mayo de 2021 hasta marzo de 2022, ejerció como subsecretaria de Servicios Sociales en el segundo gobierno del Presidente Sebastián Piñera. Desde el año 2023 hasta la fecha, se desempeña como Secretaria General de Renovación Nacional (RN), lista la cual ganó junto al senador Rodrigo Galilea con un 53% de los votos.

## Familia y estudios
Nacida en la comuna de Chanco, es hija de Oscar Armando Balladares Sánchez,  comerciante (madera) y de Andrea de las Mercedes Letelier González.
Su formación primaria y secundaria la realizó en el emblemático Liceo Antonio Varas (Ex Liceo de Hombres) de Cauquenes.
Es licenciada en sociología de la Universidad Mayor y tiene estudios de derecho por la Universidad de Chile.

## Trayectoria política
Es militante desde 2005 del partido Renovación Nacional (RN), donde fue presidenta de la Juventud de dicha colectividad desde 2012 hasta 2014.
Durante el primer gobierno de Piñera, formó parte del gabinete de la primera dama, donde fue directora de Programación entre 2012 y 2014, y previamente, fue asesora de gestión territorial en la Subsecretaría General de Gobierno.
En el segundo gobierno de Sebastián Piñera, se ha desempeñado como jefa de la División de Gobierno Interior del Ministerio del Interior y Seguridad Pública entre marzo de 2018 y enero de 2020 y, como delegada presidencial para la Región de La Araucanía, entre abril y mayo de 2021.
El 6 de mayo de 2021 fue nombrada por el presidente Piñera como subsecretaria de Servicios Sociales, luego de la renuncia de Sebastián Villarreal.
El 9 de septiembre de 2023 fue electa Secretaria General de Renovación Nacional junto al senador Rodrigo Galilea, junto a quien preside el partido.[cita requerida]